# Señorío de Bailén
El Señorío de Bailén fue un señorío jurisdiccional español que comprendía las tierras del municipio de Bailén, situado en la provincia de Jaén, en España. 

## Historia
El 26 de diciembre de 1349, mientras sitiaba la ciudad de Gibraltar, que se hallaba en poder de los musulmanes, Alfonso XI de Castilla vendió el señorío de Bailén a Pedro Ponce de León el Viejo, señor de Marchena y tataranieto del rey Alfonso IX de León, a cambio de la suma de 150.000 maravedís. El señorío en el siglo XV se extendía en unos 100 km² por tierras del actual municipio jiennense de Bailén y contaba con unos 2.500 siervos.
En 1522 el señorío de Bailén fue elevado a la categoría de condado por el emperador Carlos I de España, siendo su primer titular Manuel Ponce de León y Guzmán.

## Señores de Bailén
- Pedro Ponce de León el Viejo (m. 1352). Señor de Bailén y de Marchena, y tataranieto del rey Alfonso IX de León. (1349-1352)
- Juan Ponce de León (m. 1367). Señor de Bailén, Marchena y otras villas. Fue ejecutado en la ciudad de Sevilla en 1367 junto con el almirante genovés Egidio Boccanegra por orden del rey Pedro I de Castilla.[2]
- Pedro Ponce de León (m. c. 1374), heredó los señoríos de Bailén y Marchena tras la ejecución de su hermano mayor y obtuvo numerosas mercedes del rey Enrique II de Castilla.[2]
- Pedro Ponce de León, señor de Bailén y I conde de Arcos.
- Juan Pérez Ponce de León, señor de Bailén y II conde de Arcos.
- Manuel Ponce de León, señor de Bailén.
- Rodrigo Ponce de León, señor de Bailén.
- Manuel Ponce de León y Guzmán V señor de Bailén y I conde de Bailén.